# روجر براون (لاعب كرة سلة مواليد 1942)
روجر براون (بالإنجليزية: Roger Brown) مواليد 22 مايو 1942، كان لاعب كرة سلة أمريكي. بدأ مسيرته الاحترافية في سنة 1967. بلغ طوله 6 قدم 5 بوصة (2.0 م). لعب مع فريق إنديانا بايسرز في الرابطة الوطنية. اعتزل اللعب في 1975. دخل قاعة نايسميث التذكارية لمشاهير كرة السلة.

## روابط خارجية
- روجر براون على موقع سبورتس رفرنس (الإنجليزية)
- روجر براون على موقع ريلجم (الإنجليزية)
- روجر براون على موقع بروبوليرز (الإنجليزية)
- روجر براون على موقع سبورتس رفرنس (الإنجليزية)